# Спортски комплекс Гелора Бунг Карно
Спортски комплекс Гелора Бунг Карно (индонежански: Gelanggang Olahraga Bung Karno), познатији као Гелора Бунг Карно; раније назван Комплекс Азијских игара (индонежански: Комплекс Азијских игара и Спортски комплекс Сенајан (индонежански: Kompleks Olahraga Senayan) од 1969. до 2001. године, је спортски комплекс који се налази у Гелори, у централној Џакарти, на граници са Сенајаном, у јужној Џакарти због своје велике локације. Првобитно изграђен уз значајну совјетску помоћ, овај спортски комплекс је био идеја Сукарна, првог председника Индонезије, како би био домаћин Азијских игара 1962. године. Овај спортски комплекс се састоји од главног стадиона, секундарног стадиона, Спортске палате, фудбалских терена, воденог стадиона, тениских стадиона (затворених и отворених), терена за хокеј, бејзбол и стреличарство, те неколико затворених теретана. Овај комплекс је изграђен 1960. године и прошао је кроз велику реновацију за Азијске игре и Азијске параигре 2018. године.

## Историјат
Након што је Федерација Азијских игара 1958. године прогласила Џакарту домаћином Азијских игара 1962. године, минимални захтев који Џакарата још увек није испунила био је доступност мултиспортског комплекса. Као одговор на то, предсједник Сукарно је издао предсједнички декрет бр. 113/1959 од 11. маја 1959. о оснивању Савјета за азијске игре Индонезије (DAGI), на челу са министром спорта Маладијем. Сукарно, као дипломирани архитекта и грађевински инжењер, предложио је локацију у близини булевара М. Х. Тамрина и Ментенга, наиме подручје Карет, Пејомпонган или Дукух Атас. Фридрих Силабан, познати архитекта који је пратио Сукарна да прегледа локацију хеликоптером, није се сложио са избором Дукух Атаса јер је тврдио да би изградња спортског комплекса у центру будућег центра града потенцијално створила огромне саобраћајне гужве. Сукарно се сложио и умјесто тога доделио подручје Сенајан површине приближно 300 хектара.
Први стуб симболично су поставили Сукарно и први замјеник совјетске владе Анастас Микојан 8. фебруара 1960. године. Изградња Исторе завршена је у мају 1961. године. Секундарни стадион, Пливачки стадион и Тениски стадион услиједили су у децембру 1961. године. Главни стадион је завршен 21. јула 1962. године, мјесец дана прије игара.
Спортски комплекс садржи главни стадион капацитета 77.193 мјеста, атлетски стадион, фудбалске терене, водени стадион, тениске стадионе (у затвореном и на отвореном), терене за хокеј, бејзбол и стреличарство, као и неколико затворених теретана. Изграђен на 279 хектара земљишта, највећи је спортски комплекс у Индонезији. Стадион Гелора Бунг Карно је главна зграда у оквиру овог спортског комплекса. Скраћеница Гелора такође значи „снажан“ (као пламен или океански талас) на индонежанском језику. Поред тога што је домаћин неколико спортских објеката, спортски комплекс је такође популарно мјесто за људе у Џакарти за бављење физичким вежбама; трчање, вожња бицикла, аеробик и калистенику, посебно током викенда.
Дана 29. априла 2025. године, индонежанска агенција за суверене фондове богатства, Данантара, планирала је да преузме управљање комплексом ГБК од тренутног управника, Министарства државног секретаријата. Генерални директор Данантаре, Росан Рослани, изјавио је да комплекс има добре перспективе као „једна од највећих државних имовина, али и даље ограничен у коришћењу и повраћају инвестиција“.

### Ревитализација
Подручје Гелора Бунг Карно је обновљено 2016. године како би се подржало одржавање 18. Азијских игара и 3. Азијских паралимпијских игара 2018. године. Овај пројекат ревитализације покренуло је Министарство јавних радова и становања на основу председничке инструкције број 2/2016, укључујући изградњу и рехабилитацију 14 места у комплексу Гелора Бунг Карно кроз 16 радних пакета који су били тендерисани. Овај пројекат је почео у фебруару 2016. године, а завршен је у октобру 2017. године.

## Спортски догађаји
Спортски комплекс је први пут био домаћин четвртих Азијских игара 1962. године. Главни стадион је био домаћин Азијског купа АФЦ 2007. године. Остала такмичења која су се тамо одржавала била су неколико финала АФФ првенства и финала домаћих купова. Историа је била домаћин бројних свјетских првенстава у бадминтону, Судирман купа, Томас купа и Убер купа у бадминтону. Тениски стадион је био домаћин већине домаћих утакмица Индонезије на Дејвис купу и Фед купу.
Спортски комплекс је био домаћин вишеструких спортских догађаја као што су Пекан Олахрага Насионал (PON, Национална недјеља спорта) и Игре Југоисточне Азије (SEA Games). Комплекс је био домаћин PON-а седам пута између 1973. и 1996. године. Комплекс је био домаћин SEA Games 1979, 1987, 1997. и 2011. године; потоње су биле заједнички домаћин са комплексом Јакабаринг Спорт Сити у Палембангу. Такође је био домаћин Азијских игара 2018. године, заједно са комплексом Палембанга и неким другим објектима широм Палембанга, Бантена, ширег подручја Џакарте и Западне Јаве, док је током наредних Параигара служио само другим објектима широм ширег подручја Џакарте и Западне Јаве.
Свјетско првенство у кошарци ФИБА 2023. године одржано је у новој арени са 17.150 мјеста у оквиру спортског комплекса познатог као Индонезија Арена; Индонезија је била суорганизатор заједно са Јапаном и Филипинима.

## Објекти

### Спортски догађаји
| Мјесто одржавања                                             | Намјена                                       | Капацитет | Изграђено | Напомене | Закупци                                        |
| ------------------------------------------------------------ | --------------------------------------------- | --------- | --------- | --- | ---------------------------------------------- |
| Главни стадион                                               | Вишенамјенска, углавном фудбалска             | 77,193    | 1960      | Највећи стадион у Индонезији (1962–2022.) | Фудбалска репрезентација Индонезије            |
| Istora Gelora Bung Karno                                     | Вишенамјенска, углавном бадминтон             | 7,166     | 1960      | | Индонезиа Опен (бадминтон) и Индонезиа Мастерс |
| Водени стадион Гелора Бунг Карно                             | Водени спортови                               | 7,800     | 1960.     | Раније назван „Пливачки стадион“ |                                                |
| Гелора Бунг Карно Тениски затворени стадион                  | Вишенамјенска, углавном за одбојку и концерте | 3,750     | 1993.     | Прва спортска арена у југоисточној Азији која је користила склопиви кров, више није у функцији. |                                                |
| Гелора Бунг Карно тениски отворени стадион (централни терен) | Тенис                                         | 3,800     | 1960.     | |                                                |
| Гелора Бунг Карно Мадја стадион                              | Атлетика и фудбал                             | 9,170     | 1960.     | |                                                |
| Кошаркашка дворана Гелора Бунг Карно                         | Кошарка                                       | 2,400     | 1960.     | |                                                |
| Гелора Бунг Карно бејзбол терен                              | Бејзбол                                       | 1,320     | 2016.     | Изграђено на мјесту 12 тениских терена са шљаком и 6 тениских терена са тврдом подлогом |                                                |
| Гелора Бунг Карно Хокејашко поље                             | Хокеј на трави                                | 818       | 1973.     | |                                                |
| Софтбол терен Гелора Бунг Карно                              | Софтбол                                       | ≈500      | 1996.     | Такође се назива „Лапанган Софтбол Пинту Сату“ (Софтбол терен са капијом један) како би се разликовао од оближњег, сада срушеног софтбол терена Чемаратига. Може се надоградити привременим седиштима до капацитета од 2.000 мјеста. |                                                |
| Стреличарско поље Гелора Бунг Карно                          | [Стреличарство]]                              | 97        | 1973.     | |                                                |
| Рагби терен Гелора Бунг Карно                                | Рагби 7                                       | N/A       | 2017.     | Изграђено на мјесту Лапангана Д (фудбалског терена Д) |                                                |
| Стрелиште                                                    | Стрељаштво                                    | N/A       | 1992.     | Нова локација. Хотел Мулиа сада стоји на оригиналном мјесту. |                                                |
| ГБК Арена                                                    | Вишенамјенске спортске сале за тренинг        | N/A       | 2016.     | Налази се изван главног комплекса на западу, изграђен на мјесту спортске дворане Азија Африка, сале за тренинг бадминтона (првобитно завршене 1986. године).                                                                         |                                                |
| Одбојкашка сала за тренинг                                   | Тренинг одбојке                               | N/A       | 1988.     | |                                                |
| Фудбалски терен А, Б и Ц                                     | Фудбалски тренинг                             | N/A       | 1970.     | |                                                |
| Гејтбол терен                                                | Гејтбол                                       | N/A       | 2017.     | |                                                |
| Терен за одбојку на плажи                                    | Одбојка на пјеску                             | N/A       | 1996      | |                                                |
| Стадион за сквош Гелора Бунг Карно                           | Сквош                                         | 560       | 1996.     | Такође се назива Д хол (Шаблон:Langx) |                                                |
| Тениски терен Гелора Бунг Карно                              | Тенис                                         | N/A       | 1993..    | Два терена са тврдом подлогом |                                                |
| Индонезија арена                                             | Вишеструка употреба                           | 16,500    | 2023.     | Током изградње, познат као „Затворени мултифункционални стадион“; био је домаћин Свјетског првенства у кошарци ФИБА 2023. | Мушка кошаркашка репрезентација Индонезије     |

### Друге зграде

#### Остале зграде унутар комплекса
- Међународни конгресни центар у Џакарти (завршен 1974.)
- Џамија Ал Бина (завршена 2001.)
- Хотел Џакарта Султан (раније хотел Хилтон Џакарта, завршен 1971.)
- Хотел Мулија (завршен 1994)
- Парк Крида Лока (завршен 1987.)
- Градски парк ГБК (завршен 2019., налази се на мјесту некадашњег голф терена и терена за вјежбање голфа Сенајан)

У почетку, спортски комплекс покрива много већу површину него данас. Током 1980-их и 1990-их, неколико парцела је претворено у објекте који нису спортске природе. Сјеверни дио је претворен у владине канцеларије, док је јужни дио претворен у хотеле и тржне центре. Комплекс је такође имао стазу за аутомобиле на радио-контролу сјеверозападно од главног стадиона, која је уклоњена током реновирања 2017. године.

#### Сјеверна област
- Зграда ДПР/МПР (Парламент) (завршена 1968.)
- Студији ТВРИ и зграда Националног седишта (завршена 1962.)
- Зграда Министарства омладине и спорта (завршена 1983.)
- Национални музеј шумарства (Мангала Ванабакти, раније канцеларија Министарства шумарства, завршена 1983.)
- Парк Сенајан (завршен 2020, налази се на месту некадашњег парка Таман Риа Сенајан)

#### Јужно подручје
Јужно подручје је првобитно било спортско село за Азијске игре 1962. године. Село је срушено 1970-их. На њиховом месту сада стоји неколико зграда.
- Хотел Сенчури Парк (завршен 1990.)
- Рату Плаза (завршен 1982.)
- Плаза Сенајан (завршен 1996.)
- Трговски центар Сенајан (завршен 2006.)
- Сити Сенајан (завршен 2006.)
- ФК Судирман (завршен 2008.)
- Хотел Фермонт Џакарта (завршен 2015)
- Вишенамјенска зграда[тражи се извор] (завршена 1987.)

### Срушене зграде или објекти
- Тркачка стаза са аутомобилима на даљинско управљање
- Спортска дворана Азија Африка
- Одбојкашка арена која је коришћена током Азијских игара 1962. године
- 18 тениских терена који се налазе јужно од тениских стадиона.
- Терен за ролерске спортове
- Зграда за гимнастику
- Софтбол терен Семаратига
- Голф терен Сенајан Улична земља Сенајан

## Забавни догађаји

### Тенис у затвореном/на отвореном

#### 2000 - 2019
| Датум               | Умјетници        | Догађаји                   |
| ------------------- | ---------------- | -------------------------- |
| 9. март 2009.       | Lamb of God      | Wrath Tour                 |
| 29. април 2010.     | Kelly Clarkson   | All I Ever Wanted Tour     |
| 28. септембар 2012. | Keane            | Strangeland Tour           |
| 3. новембар 2012.   | Wonder Girls     | Wonder World Tour          |
| 27. мај 2013.       | Carly Rae Jepsen | The Summer Kiss Tour       |
| 19. октобар 2013.   | CNBLUE           | Blue Moon World Tour       |
| 14. фебруар 2015.   | Taeyang          | Rise World Tour            |
| 18. новембар 2018.  | iKon             | iKon 2018 Continue Tour    |
| 24. март 2019.      | Boyzone          | Thank You & Goodnight Tour |
| 13 August 2019      | LANY             | Malibu Nights World Tour   |
| 14. август 2019.    | LANY             | Malibu Nights World Tour   |
| 30. новембар 2019.  | Day6             | Gravity World Tour         |
| 1. децембар 2019.   | Day6             | Gravity World Tour         |
| 28. децембар 2019.  | IU               | Love, Poem                 |
| 29. децембар 2019.  | IU               | Love, Poem                 |

#### 2020 - данас
| Датум              | Умјетници       | Догађаји                                           |
| ------------------ | --------------- | -------------------------------------------------- |
| 19. јануар 2020.   | Bon Iver        | I, I Tour                                          |
| 14. јул 2022.      | Louis Tomlinson | Louis Tomlinson World Tour                         |
| 4. фебруар 2023.   | Itzy            | Checkmate World Tour                               |
| 23. април 2024.    | Incubus         | Asia Tour 2024                                     |
| 30. април 2024.    | All Time Low    | Forever                                            |
| 26. мај 2024.      | Eve             | Eve Asia Tour 2024 "Culture"                       |
| 8. јун 2024.       | BabyMonster     | BABYMONSTER PRESENTS: SEE YOU THERE                |
| 10. август 2024.   | Suho            | WELCOME TO SU:HOME                                 |
| 13. новембар 2024. | Take That       | THIS LIFE ON TOUR                                  |
| 18. јануар 2025.   | Infinite        | Infinite 15th Anniversary Concert: Limited Edition |
| 31. мај 2025.      | NCT Wish        | NCT WISH LOGIN SEOUL-ASIA                          |
| 14. јун 2025.      | Kai             | KAI SOLO CONCERT TOUR <KAION>                      |
| 12. новембар 2025. | Hatsune Miku    | Miku Expo 2025 Asia                                |

### Кошаркашки терен
| Датум              | Умјетници | Догађаји                            |
| ------------------ | --------- | ----------------------------------- |
| 28. новембар 2022. | Keshi     | Hell/Heaven Tour                    |
| 29. новембар 2022. | Keshi     | Hell/Heaven Tour                    |
| 23. новембар 2023. | D4vd      | Petals to Thorns Tour               |
| 6. јул 2024.       | Lisa      | LiVE is Smile Always Asia Tour 2024 |
| 28. јун 2025.      | STAYC     | 2025 STAYC TOUR STAYTUNED           |

- Фридрих Силабан, архитекта стадиона и цијелог спортског комплекса Гелора Бунг Карно.
- Предсједник Сукарно, имењак стадиона.
- Главни стадион током утакмице Прве лиге.